# Ittoqqortoormiit
Ittoqqortoormiit (dialekt wschodniogrenl.: Illoqqortoormiut, duń. Scoresbysund) – miasto na wschodnim wybrzeżu Grenlandii, w gminie Sermersooq. Jest jedną z najbardziej niedostępnych miejscowości na wyspie. W Ittoqqortoormiit znajduje się heliport będący środkiem komunikacji z innymi miejscowościami na Grenlandii. Dolecieć tam można jedynie śmigłowcem lub przez parę miesięcy w roku dopłynąć łodzią. Grenlandzka nazwa Ittoqqortoormiit oznacza „miejsce z wielkimi domami”.

## Historia
W 1822 roku angielski wielorybnik William Scoresby jako pierwszy kartografował te tereny. Od jego nazwiska pochodzi duńska nazwa Scoresbysund. Miasteczko zostało założone w roku 1925. Inicjatorem jego powstania był duński odkrywca Ejnar Mikkelsen. Pierwszych 70 osadników dotarło tam na statku Gustav Holm. Częściowo przyczyną było zrównoważenie rosnącego zainteresowania Norwegii tymi terenami. Chciano także poprawić warunki życia mieszkańców Tasiilaq, którzy zostali z tej miejscowości przeniesieni do Scoresbysund.
Rozmaite znaleziska archeologiczne, m.in. ruiny, groby i ludzkie kości wskazują, że okolice te mogły być zamieszkiwane już blisko 1000 lat temu lub wcześniej.

## Fauna i flora
Okolica jest znana z licznych populacji dzikich zwierząt (niedźwiedzi polarnych, wołów piżmowych, morsów, płetwali karłowatych, fok i lisów polarnych).

## Populacja
Według danych oficjalnych liczba mieszkańców w marcu 2014 roku wynosiła 444 osoby.

## Gospodarka
Miejscowi myśliwi żyją z polowań na wieloryby, niedźwiedzie polarne i inne miejscowe zwierzęta. Myślistwo ma duży wpływ na warunki kulturalno-ekonomiczne. Miejscowość leży w pobliżu wielkich skupisk krewetek i halibutów, ale pływający po tych okolicach lód utrudnia eksploatacje tych zasobów przez okrągły rok. W rezultacie rybołówstwo nigdy intensywnie się tu nie rozwijało. Rośnie za to znaczenie turystyki.